# Daróc-tejelőgomba
A daróc-tejelőgomba (Lactarius helvus) a galambgombafélék családjába tartozó, tőzeglápokban, hegyi fenyvesekben növő, nem ehető gombafaj.

## Megjelenése
A daróc-tejelőgomba kalapjának átmérője 4–15 cm, alakja fiatalon domború, később ellaposodik, a közepe bemélyed, tölcséressé válik; közepe gyakran tompán púpos marad. Felülete fiatalon kissé molyhos, hamar érdes-molyhos vagy nemezes-sugarasan pikkelykés lesz. Általában nem zónázott, de néha körkörösen, sötétebben foltos. Széle sokáig lehajló. Színe okkeres, húsbarnás, fahéjbarnás, a pereme felé kifakuló. Húsa merev, törékeny, krémsárgás vagy hússzínű; sérülésre okkeresen elszíneződik és vízszerűen híg, nem csípős tejnedvet ereszt. Szaga jellegzetesen fűszeres, amelyet hasonlítanak leveskockához, lestyánhoz, zellerhez, görögszénához vagy égett juharsziruphoz; főleg megszáradva erős. Íze semleges vagy kissé keserű.
Sűrűn álló lemezei tönkre kissé lefutók; viszonylag sok a féllemez. Színük fiatalon sárgásfehér, később okkersárgás.
Spórapora fehéres. Spórái elliptikusak, hálózatosan tüskések, méretük 6,5-8,3 x 5,5-6,5 µm.
Tönkje 5–12 cm magas és 1–3 cm vastag. Felülete pelyhes-deres, alján fehéren szálas-nemezes, Színe a kalapéhoz hasonló, csak halványabb. 

## Hasonló fajok
Élőhelye, külseje, szaga, híg tejnedve alapján jól felismerhető faj.

## Elterjedése és élőhelye
Eurázsia északi részén és Észak-Amerikában honos. Magyarországon nagyon ritka, csak a tőzeglápokban található meg.
Tőzegmohalápokban nyírfa alatt vagy savanyú talajú, hegyvidéki, nedves fenyő- és vegyes erdőkben, luc, erdeifenyő, nyírfa alatt fordul elő. Augusztustól októberig terem.
Nem ehető. Magyarországon védett, természetvédelmi értéke 5000 Ft.  

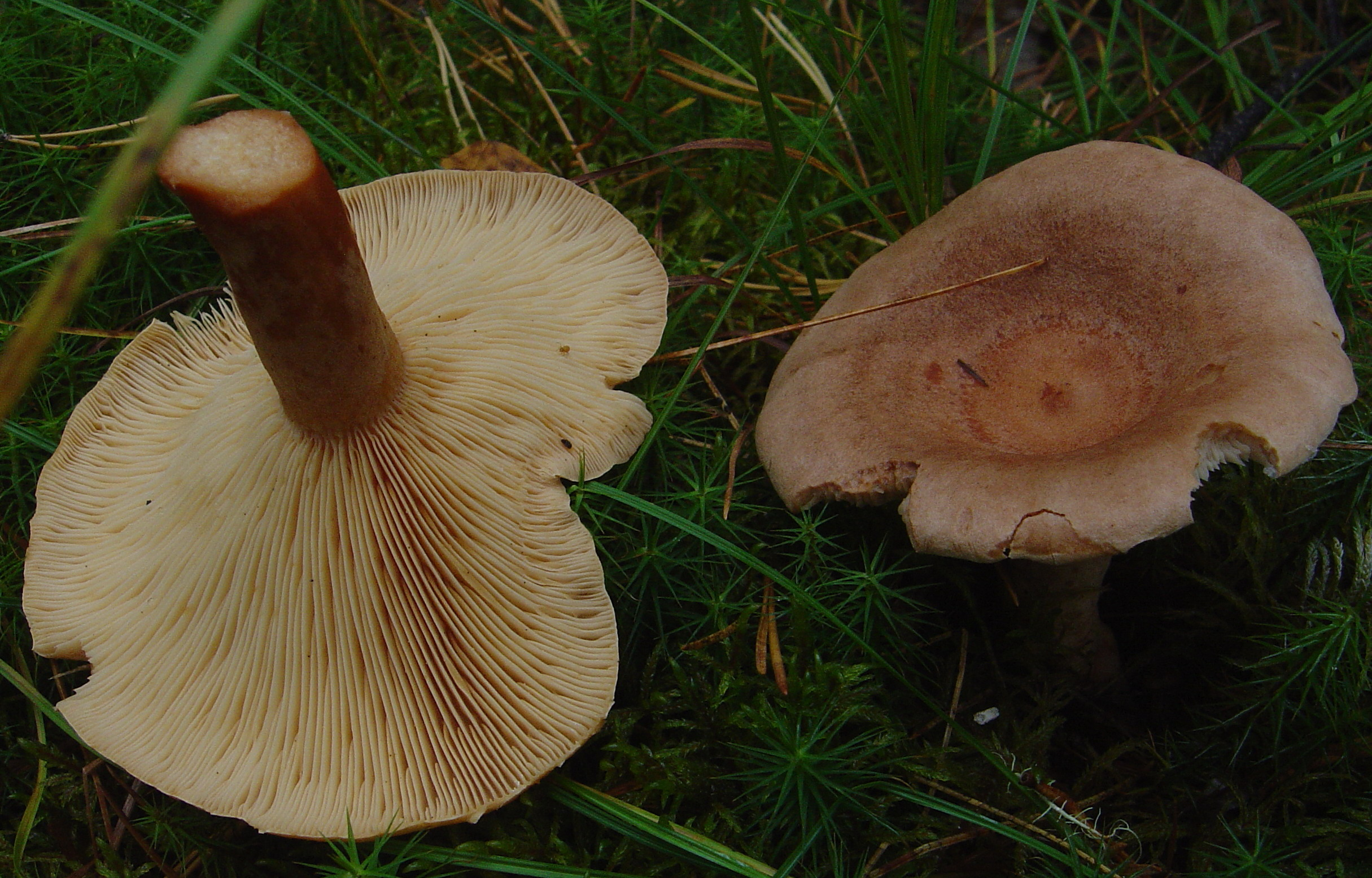
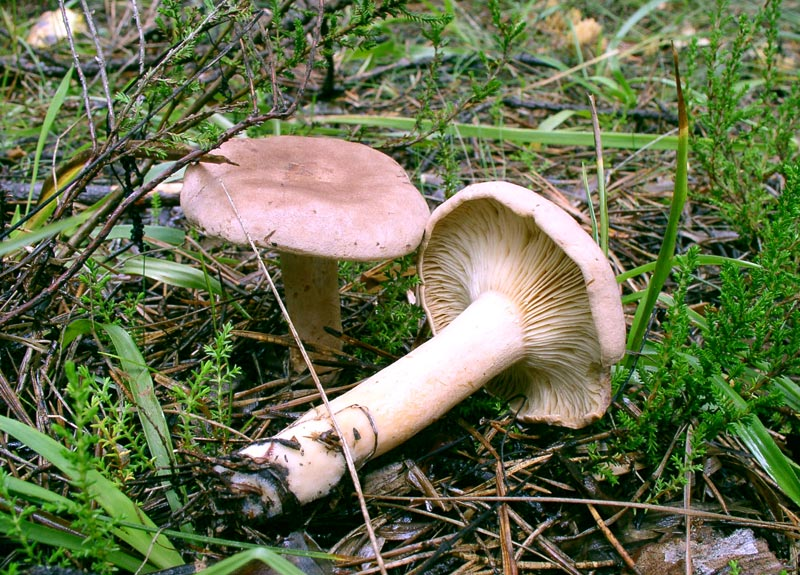
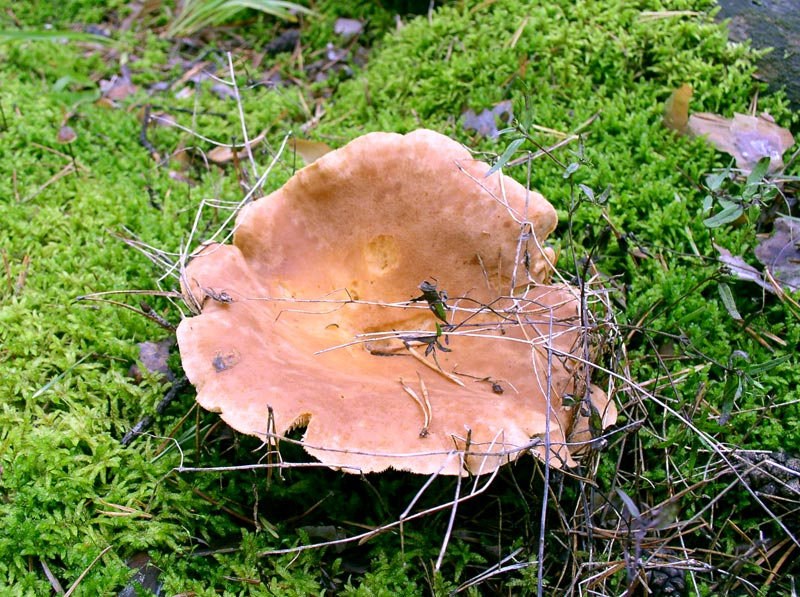
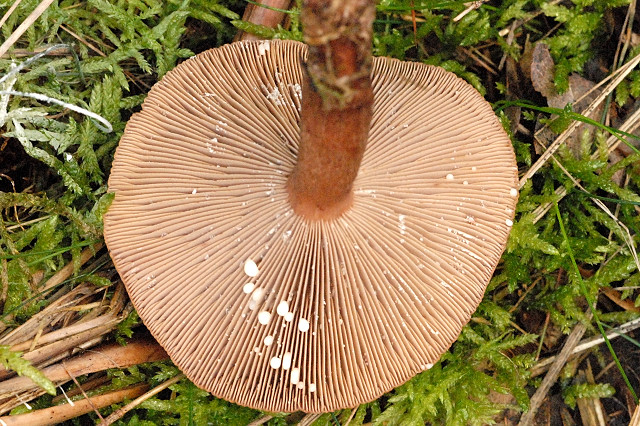
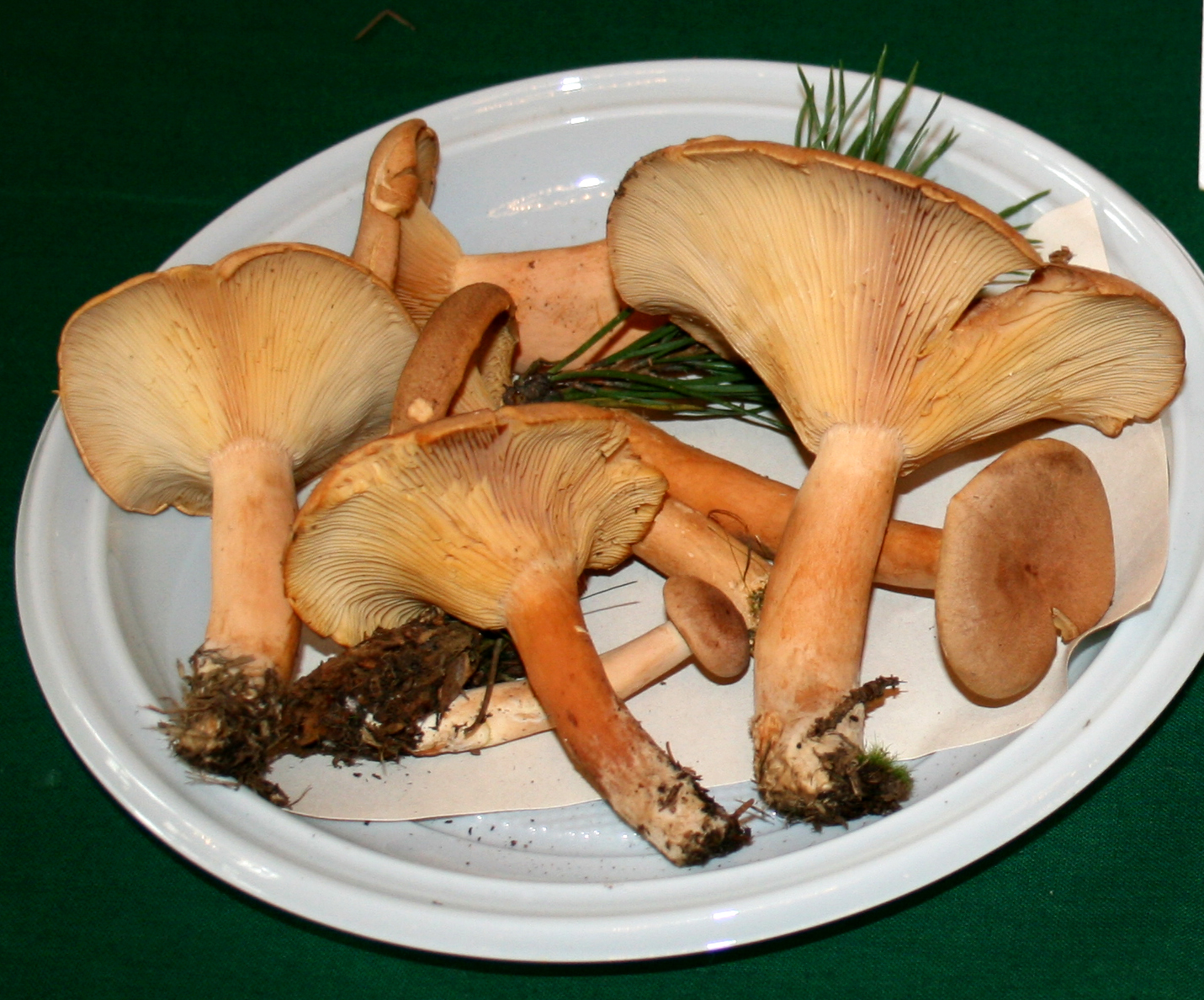